# Коломці
Коломці (рос. Коломцы) — присілок в Печорському районі Псковської області Російської Федерації.
Населення становить 32 особи. Входить до складу муніципального утворення Крупська волость.

## Історія
Від 2015 року входить до складу муніципального утворення Крупська волость.

## Населення
| 2001 | 2002 | 2010 |
| ---- | ---- | ---- |
| 39   | ↘29  | ↗32  |